# Тіба Траоре
Тіба Траоре (*1845 — 1893) — фаама (володар) держави Кенедугу в 1866—1893 роках. Вів успішні війни проти імперії Васулу та Франції.

## Життєпис
Походив з династії Траоре. Син фаами Даули II. За правління батька очолював велике селище Даулабугу. Близько 1861 року після поразки війська Кенедугу в битві біля Улені потрапив у полон до фагами (володаря) держави Гвіріко. Згодом викуплений.
1864 року відзначився у війні проти Фафа, що здійснював напади на західні володіння Кенедугу. 1866 року вирушив до Сікоро, де почав перемовини з Ахмаду Таллом, очільником тукулерів, щодо спільних дій проти французів. Втім в цей час довідався про загибель брата — фаами Молокунанфи, — тому швидко повернувся до столиці — Булули.
1876 року з огляду на посилення загрози з боку імперії Васулу переніс столицю до Сікассо — рідного міста своєї матері. На пагорбі Мамелон 1877 року звів потужну фортецю (тата). У 1887—1888 роках витримав облогу військ Саморі, володаря Васулу. Тоді загинили двоє братів фаами. Того ж року французи, розраховуючи на ослаблення Кенедугу, спробували захопити Сікассо, проте невдало. Але фаама 18 червня 1888 року мусив підписати в Бамако мирну угоду, за якою визнав французький протекторат. До 1890 року значно зміцнив нову столицю, онісши її укріпленою стіною.
У 1888 і 1890 роках Тіба Траоре здійснив походи проти коаліції держави Гвіріко й племен самоґото, турка і караборо. В першій кампанії в битвах при Мінка і Тіре завдав супротивникам поразок, проте 1890 року в битві біля Сінематіали зазнав поразки. Того ж року почав перемовини з Аль-Бурі, буурбою держави Волоф, що утворення коаліції з Імперіями тукулерів та Васулу проти Франції. Але через постійну агресію з боку останньої фактично не зміг долучитися до антифранцузького спротиву. Тому захопив міста Лутана і Кініана, що підтримували Васулу. Невдовзі Аль-Бурі та його союзник Ахмаду Талл зазнали тяжких поразок. Тому Тіба Траоре мусив доєднатися до походу французького війська проти тукулерів, зокрема облоги важливого міста Сікоро.
У 1891 і 1892 роках поновив війну проти Гвіріко та його союзників. При цьому не надав допомогу французам в їх кампанії 1891 року проти Васулу. Водночас в Сьєрре-леоне почав купляти в британців сучасні гвинтівки. 1893 року в Бамі фааму Тіба Траоре було отруєно. Новим володарем став його брат Бабемба Траоре.